# ياسين قاسم إسماعيل
ياسين قاسم محمد إسماعيل هو يمني معتقل إداريًا خارج نطاق القانون في معتقل غوانتانامو الأمريكي في كوبا. الرقم التسلسلي الخاص به هو 522، ولد ياسين في عام 1979 في إب في اليمن.
وصل ياسين إلى غوانتانامو في 20 مايو 2002، وظل معتقلًا لما يقرب 15 عامًا. تم الإفراج عنه في ديسمبر 2016 ونُقل إلى الإمارات العربية المتحدة في يناير 2017.